# Rino Ferrario
Rino Ferrario (7 de desembre de 1926 - 19 de setembre de 2012) fou un futbolista italià.
Va formar part de l'equip italià a la Copa del Món de 1954.